# Anatole Novak
Anatole Novak (La Mure, 12 febbraio 1937 – Pierre-Châtel, 5 gennaio 2022) è stato un ciclista su strada francese.
Professionista tra il 1956 ed il 1972, vinse una tappa al Tour de France ed una alla Vuelta a España.

## Carriera
Le principali vittorie da professionista furono una tappa al Tour de l'Aude e una al Critérium du Dauphiné Libéré nel 1960, una tappa al Tour de France, una tappa al Grand Prix de Fourmies ed una al Tour du Nord nel 1961, una tappa al Tour de l'Oise nel 1963, una tappa alla Parigi-Nizza nel 1964, la Paris-Luxembourg e una tappa alla Volta a Catalunya nel 1966, la Boucles de la Seine nel 1967 e una tappa alla Vuelta a España 1970. Partecipò a dieci edizioni del Tour de France, sette della Vuelta a España, tre del Giro d'Italia e una dei mondiali.

## Palmarès
- 1956 (Alcyon-Dunlop, indipendente, una vittoria)

Campionati francesi: Prova in linea indipendenti
- 1960 (Helyett, tre vittorie)

Souvenir Novarra
1ª tappa, 1ª semitappa Tour de l'Aude (Castelnaudary > Carcassonne)
7ª tappa, 1ª semitappa Critérium du Dauphiné Libéré
- 1961 (Alcyon-Leroux, tre vittorie)

4ª tappa Tour de France (Charleroi > Metz)
2ª tappa Grand Prix de Fourmies
1ª tappa Tour du Nord (La Madeleine > Calais)
- 1963 (Saint Raphaël, una vittoria)

1ª tappa Tour de l'Oise (Creil > Compiègne)
- 1964 (Saint Raphaël, una vittoria)

6ª tappa, 2ª semitappa Parigi-Nizza (Vergèze > Aix-en-Provence)
- 1965 (Saint Raphaël, una vittoria)

Classifica generale Tour de l'Hérault
- 1966 (Ford France, due vittorie)

Classifica generale Paris-Luxembourg
2ª tappa Volta a Catalunya (Cambrils > Sant Carles de la Ràpita)
- 1967 (Bic, una vittoria)

Boucles de la Seine
- 1970 (Bic, una vittoria)

10ª tappa Vuelta a España (Igualada > Saragozza)

## Altri successi
- 1959

Criterium di Saint-Brieuc
- 1961

Criterium di Riom
- 1962

Criterium di Gap
- 1964

Criterium di Ambert
- 1966

Criterium di Saint-Vallier
- 1969

Criterium di Toury
Criterium di Sévignac

## Piazzamenti

### Grandi Giri
- Giro d'Italia

1964: 63º
1966: 70º
1967: ritirato
- Tour de France

1961: ritirato (10ª tappa)
1962: 76º
1963: 59º
1964: 81º
1965: 66º
1966: fuori tempo massimo (16ª tappa)
1967: fuori tempo massimo (8ª tappa)
1968: 50º
1969: fuori tempo massimo (6ª tappa)
1970: fuori tempo massimo (10ª tappa)
- Vuelta a España

1963: 19º
1965: non partito (10ª tappa, 1ª semitappa)
1968: 49º
1969: fuori tempo massimo (12ª tappa)
1970: 55º
1971: ritirato
1972: fuori tempo massimo (6ª tappa, 1ª semitappa)

### Classiche monumento
- Milano-Sanremo

1968: 71º
- Giro delle Fiandre

1966: 46º
- Parigi-Roubaix

1961: 118º
1962: 30º
1964: 21º
1966: 40º
- Giro di Lombardia

1961: 29º

### Competizioni mondiali
- Campionati del mondo su strada

Sallanches 1964 - In linea: ritirato